# ニトロソベンゼン
ニトロソベンゼン (nitrosobenzene) とは、芳香族化合物。ベンゼンの水素がひとつニトロソ基に置き換わったもので、反磁性。二量体 (C6H5-N(=O)=N(=O)-C6H5) との平衡を持つ。単量体は緑色で二量体は無色。固体状態では二量体で存在し、溶液または融解した液体は単量体を含むため緑色を呈する。

## 合成
ニトロソベンゼンはアドルフ・フォン・バイヤーによって最初に合成された。彼はジフェニル水銀と臭化ニトロシルとの反応によってニトロソベンゼンを得た。
(C6H5)2Hg  +  BrNO  →  C6H5NO  +  C6H5HgBr
その後に普及した合成法では、ニトロベンゼン (C6H5NO2) をフェニルヒドロキシルアミン (C6H5NHOH) まで還元し、二クロム酸ナトリウム (Na2Cr2O7) によって酸化してニトロソベンゼンを得る。アニリンを過硫酸（カロ酸）で酸化する手法も知られる
ニトロソベンゼンの精製は水蒸気蒸留によって行われる。緑色の液体としてニトロソベンゼンの単量体が留出し、まもなく二量化して無色の固体となる。

## 反応
ニトロソベンゼンは活性メチレン化合物や1級アミンと脱水縮合する。
アニリンおよび誘導体と縮合した場合はアゾベンゼンを与える。この反応はミルズ反応 (Mills reaction) と呼ばれる。
Ph-NO + H2N-Ar → Ph-N=N-Ar
フェニルアセトニトリルと縮合してイミンを与える反応は Ehrlich-Sachs 反応と呼ばれる。
Ph-NO + PhCH2CN → PhC(CN)=NPh
ニトロソベンゼンを酸化するとニトロベンゼンが、還元するとフェニルヒドロキシルアミンもしくはアニリンが得られる。
ニトロソベンゼンの単量体は酸触媒のもとでジエンとディールス・アルダー反応を起こす。